# State Line (Missisipi)
State Line – miasto w Stanach Zjednoczonych, w stanie Missisipi, w hrabstwie Wayne.